# Владимировська волость
Владимировська волость — історична адміністративно-територіальна одиниця Острогозького повіту Воронізької губернії з центром у слободі Владимировка.
Станом на 1885 рік складалася з 4 поселень, 4 сільських громад. Населення — 3234 особи (1663 чоловічої статі та 1571 — жіночої), 425 дворових господарств.
|                     | Площа, десятин | У тому числі орної, дес. |
| ------------------- | -------------- | ------------------------ |
| Сільських громад    | 1137           | 1076                     |
| Приватної власності | 7898           | 5118                     |
| Іншої власності     | 66             | 66                       |
| Загалом             | 9101           | 6280                     |

Найбільші поселення волості на 1880 рік:
- Владимировка (Криниця) — колишня власницька слобода за 50 верст від повітового міста, 1203 особи, 179 дворів, православна церква, школа, лавка, 21 вітряний млин.
- Петро-Павлівка (Осинівка, Новоселівка) — колишня власницька слобода при річці Дон, 1016 осіб, 150 дворів, православна церква, лавка, 12 вітряних млинів.
- Прияр — колишній власницький хутір при річці Дон, 510 осіб, 67 дворів.

На початку 1890-х волость було приєднано до Колибельської волості.